# Undercover of the Night
Undercover of the Night är spår ett och titelspåret på Rolling Stones album Undercover, släppt 7 november 1983. Låten skrevs av Mick Jagger och Keith Richards och spelades in mellan januari och juli 1983 i flera olika versioner. Två versioner släpptes som singlar 1 november 1983. I den ena versionen spelar Bill Wyman elbas och i den andra Robbie Shakespeare. Den fyra minuter och 31 sekunder långa rocklåten börjar med ett ljud som påminner om en smattrande kulspruta.
Texten handlar om politisk korruption i dåtidens mellan - och Sydamerika och är en av få politiska låtar Rolling Stones gjort.( Street Fighting Man och Highwire är två andra exempel). "All the young men they've been rounded up / And sent to camps back in the jungle / And people whisper people double-talk" ("Alla unga män har blivit gripna i en razzia / Och skickade tillbaka till lägren i djungeln / Och folk viskar och folk pratar lögnaktigt") lyder en strof och refrängen lyder: "Undercover (x3) / Keep it all out of sight / Undercover of the night" ("Under täckmantel /x3/ Skydda allt från insyn / Under nattens täckmantel").

## Medverkande musiker
- Mick Jagger - sång
- Keith Richards och Ron Wood - elgitarr
- Bill Wyman och Robbie Shakespeare - elbas
- Charlie Watts - trummor
- Sly Dunbar, Martin Ditchman, Moustafa Cisle, Brahms Condoul - slagverk
- Chuck Leavell - orgel

## Källa
- http://www.keno.org./stones_lyrics/undercoverofthenite.html